# Richard Barthelmess

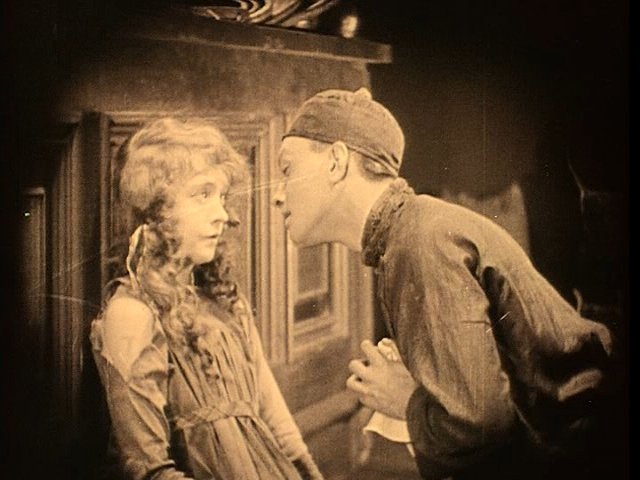
Richard Barthelmess med Lillian Gish i Broken Blossoms (1919)

Richard Barthelmess, född 9 maj 1895 i New York, död 17 augusti 1963 i Southampton, New York (strupcancer), amerikansk skådespelare.
Efter studier vid militärhögskolan fick Barthelmess 1916 huvudrollen i en film och engagerades av D.W. Griffith som dennas främsta manliga stjärna och gjorde bland annat huvudrollen i Broken Blossoms (1919) och Genom stormen (1921). Till hans mest kända filmer hör Den röda mantiljen, Riddaren utan fruktan och Nattens eskader. Under 1930-talet syntes han mer sällan i filmer, hans sista större roll var i Endast änglar ha vingar (1939).

## Filmografi (i urval)
- 1919 – Broken Blossoms
- 1919 – För henne därhemma
- 1919 – Blodröda dagar
- 1920 – Danserskan på Samoaön
- 1920 – Havets fångar
- 1920 – Genom stormen
- 1923 – Den röda mantiljen
- 1923 – Riddaren utan fruktan
- 1930 – Nattens eskader
- 1931 – The Stolen Jools
- 1931 – Mannen som visste för mycket
- 1939 – Endast änglar ha vingar
- 1942 – Guldfågeln